# Pardosa italica valenta
Pardosa italica là một phân loài nhện trong họ Lycosidae.
Loài này thuộc chi Pardosa. Pardosa italica valenta được Alexander A. Zyuzin miêu tả năm 1976.